# گولی (بنگلادش)
گولی (انگلیسی: Guli, Bangladesh) یک روستا در بنگلادش است که در استان باریسال و ناحیه بهولا و بهولا سادار اپازیلا واقع شده است.